# Leif Erlend Johannessen

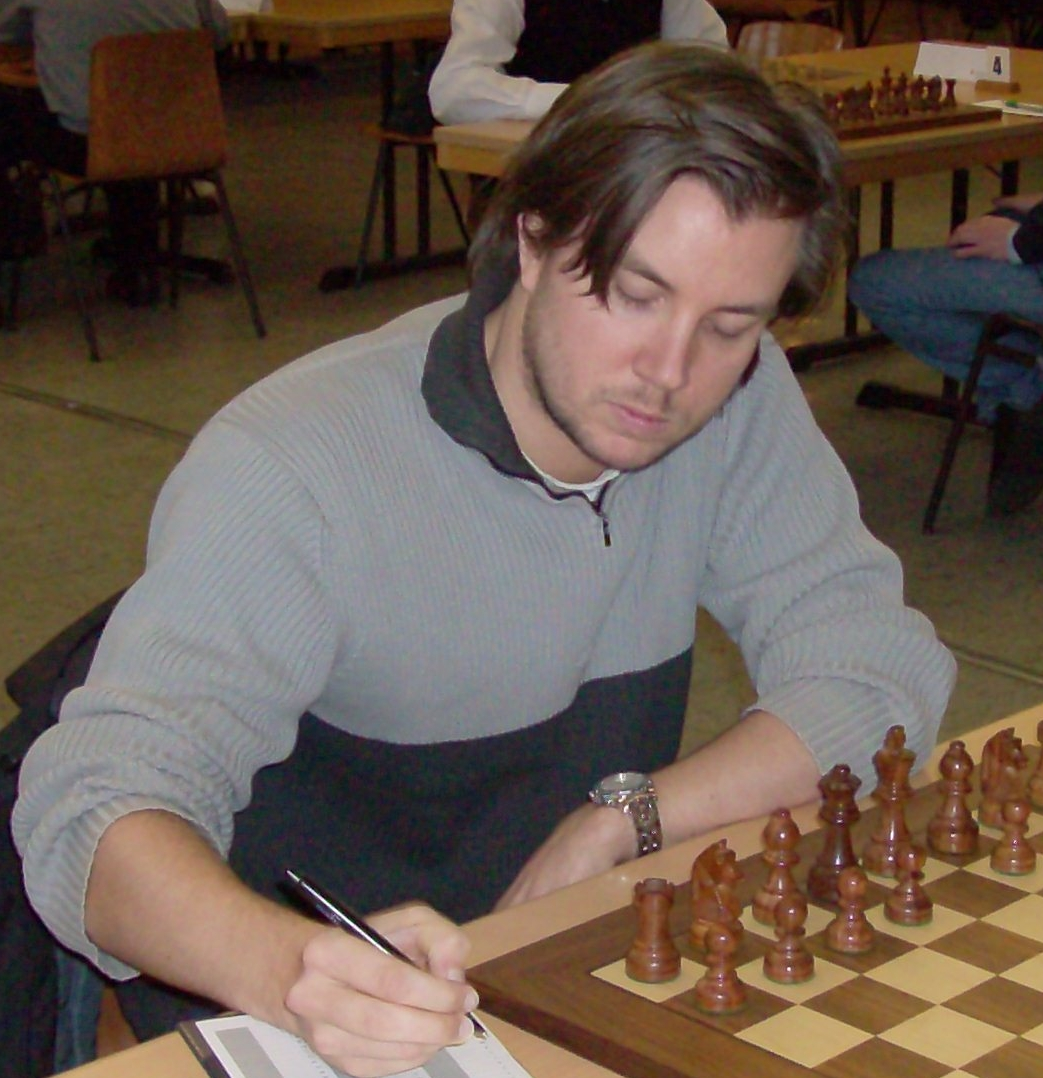
Leif Johannessen

Leif Erlend Johannessen (Oslo, 14 april 1980) is een Noors schaker met een FIDE-rating van 2497 in 2016. Hij is sinds 2002 een grootmeester.

## Resultaten
Met het Noorse nationale team speelde hij in 1995 bij de Schaakolympiade in de categorie 'tot 16 jaar' (op de Kanarische Eilanden) aan het eerste bord.
In 1999 werd hij bij de Noorse kampioenschappen tweede na Berge Østenstad. In hetzelfde jaar werd hij Noors meester in blitzschaak. Bij de Noorse kampioenschappen in 2000 werd hij derde, in 2001 tweede, achter Einar Gausel. In januari 2002 won hij het OSS Grootmeester-toernooi in Oslo, in april 2002 won hij het 6. United Insurance Master in Dhaka, Bangladesh. In januari 2004 won hij de Excelsior Cup in Göteborg, in augustus 2004 werd hij gedeeld eerste bij de Politiken Cup in Taastrup. In juli 2005 werd hij met 6.5 pt. uit 9 derde bij het kampioenschap van Noorwegen. Johannessen nam in 2013 deel aan het toernooi om de Wereldbeker Schaken in Tromsø, verloor hierbij in de eerste ronde van Péter Lékó.

## Nationale teams
Bij het Europees schaakkampioenschap voor landenteams in 2005 in Göteborg speelde hij aan bord 1. Ook in 2009 en 2011 nam hij deel aan dit kampioenschap. Hij nam deel aan zes Schaakolympiades: 2000, 2002, 2004, 2006, 2008 en 2014. Bij de Schaakolympiade 2010 trainde hij het Noorse nationale vrouwenteam.

## Schaakverenigingen
Clubschaak speelt Johannesen in Noorwegen bij de Oslo Schakselskap, waarvan hij vicevoorzitter is. Hiermee werd hij kampioen van Noorwegen in 2007, 2008, 2010, 2011, 2012, 2014 en 2015; en hij nam tussen 2004 en 2012 namens deze vereniging 7 keer deel aan het toernooi om de Europese Verenigingsbeker. In de Duitse schaakbond speelde hij van 2002 tot 2013 voor SV Wattenscheid. In de Britse Four Nations Chess League speelde hij van 2004 tot 2006 bij het team Betsson.com. Hij speelde ook in de IJslandse clubkampioenschappen. In Portugal speelt hij voor het amateur-team Mata de Benfica uit Lissabon, waarvan hij een 'honorary member' is. Hij kwam voor dit team uit in de eerste klasse van de Portugese schaakbond in de seizoenen 2006/2007 en 2008/2009. In de Zweedse schaakcompetitie speelde hij voor het laatst in seizoen 2004/05, voor de schaakclub Lunds ASK.

## Grootmeester-normen
In 1999 werd hij Internationaal Meester (IM), sinds 2002 heeft hij de titel 'grootmeester'. De eerste norm hiervoor behaalde hij in Oslo, de tweede in Southampton Parish op de Bermuda-eilanden en de derde bij het Siegeman-toernooi in Malmö. Hij was op dat moment (2002) Noorwegens op een na jongste grootmeester aller tijden. In februari 2015 stond hij op de vierde plaats in de Noorse Elo-ranglijst.
Johannessen was nog nooit winnaar van het Noorse schaakkampioenschap. Het dichtstbij was hij in 1999, toen hij tweede werd na het met 0-2 verliezen van de play-off van Berge Østenstad. Johannessen won wel diverse keren het Noorse blitz en rapid kampioenschap.

## Openingen
Johannessen speelt met wit vaak 1.d4. Met zwart gebruikt Johannessen diverse openingen, waaronder de Siciliaanse verdediging en de Caro-Kann verdediging na 1.e4 en het Geweigerd damegambiet, de Slavische verdediging, of de Semi-Slavische verdediging (1. d4 d5 2. c4 c6 3. Pf3 Pf6 4. Pc3 e6) tegen 1.d4.

## Partij
- Wit: Leif Erlend Johannessen
- Zwart: Hikaru Nakamura
- Opening: Grünfeld verdediging, afruilvariant
- Gespeeld op Bermuda, 28 januari 2002, ronde 7

1.d4 Pf6 2.c4 g6 3.Pc3 d5 4.cxd5 Pxd5 5.e4 Pxc3 6.bxc3 Lg7 7.Pf3 c5 8.Tb1 0-0 9.Le2 cxd4 10.cxd4 Da5+ 11.Ld2 Dxa2 12.0-0 Lg4 13.Lg5 De6 14.h3 Lxf3 15.Lxf3 Dd7 16.d5 Pa6 17.De2 Pc5 18.e5 Tae8 19.Tfd1 f6 20.Le3 Tc8 21.d6 b6 22.Lxc5 Txc5 23.e6 Dc8 24.dxe7 Te8 25.Td8 Txd8 26.exd8D+ Dxd8 27.e7 De8 28.De6+ Kh8 29.Td1 Tc8 30.Dxc8 Dxc8 31.Td8+, zwart geeft op

## Nieuwtje
Tegen Aleksej Sjirov speelde Johannessen op 13 november 2004 in de bondscompetitie in de Karlsbad variant (4.Pc3 dc 5.a4 Lf5 6.Pe5 Pbd7 7.Pc4 Dc7 8.g3 e5) van de Slavische verdediging 1. d2-d4 d7-d5 2. c2-c4 c7-c6 3. Pg1-f3 Pg8-f6 4. Pb1-c3 d5xc4 5. a2-a4 Lc8-f5 6. Pf3-e5 Pb8-d7 7. Pe5xc4 Dd8-c7 na de bekende zettenreeks 8. g2-g3 e7-e5 9. d4xe5 Pd7xe5 10. Lc1-f4 Pf6-d7 11. Lf1-g2 g7-g5 12. Pc4-e3 g5xf4 13. Pe3xf5 0-0-0 14. Dd1-c2 Pd7-c5 15. 0-0 Pc5-e6 16. Dc2-e4 f4xg3 17. h2xg3 a7-a5 de nieuwe zet 18. Pc3-b5!!, waarover hij had vernomen dat Peter Heine Nielsen deze bij analyse als winstgevend had bevonden. In het blad Šahovski informator (Schaakinformator), Nr. 92, werd Johannessens zet als beste openingsnieuwtje genoemd.
Aan de wieg van dit nieuwtje 18. Pb5 staat Peter Heine Nielsen, die deze zet met Jan Gustafsson gevonden en geanalyseerd had. Nielsen demonstreerde deze zet aan zijn toenmalige student Magnus Carlsen, die deze zet weer 'doorgaf' aan zijn medespeler in het Noorse nationale team, Leif Erlend Johannessen.

## Persoonlijk leven
Het beroep van Johannessen is advocaat. Hij is gehuwd.
Voor het Norsk Sjakkblad, het officiële orgaan van de Noorse schaakbond, schrijft hij een column genaamd Leffis lille lure. Hij is hoofdredacteur van het officiële Noorse schaakmagazine.

## Boeken en publicaties
- The Ruy Lopez: A Guide for Black; Gambit Publications, London 2007, ISBN 1-904600-67-0. (over de Saizew-variant in de Spaanse opening; met Sverre Johnsen)